# يوتاكا ناكاجيما
يوتاكا ناكاجيما (باليابانية: 中島ゆたか؛ بالكانا: なかじま ゆたか) هي ممثلة يابانية، ولدت في 5 أكتوبر 1952 في ميتو في اليابان.

## وصلات خارجية
- يوتاكا ناكاجيما على موقع IMDb (الإنجليزية)
- يوتاكا ناكاجيما على موقع قاعدة بيانات الفيلم (الإنجليزية)